# HD137909
HD137909 — подвійна зоря. 
Ця подвійна система має видиму зоряну величину в смузі V приблизно 3,9.
Вона розташована на відстані близько 114,0 світлових років від Сонця.

## Подвійна зоря
Головна зоря цієї системи належить до хімічно пекулярних зір й має спектральний клас A9.
В той же час спектральний клас іншої компоненти залишається  ще не визначеним.

## Фізичні характеристики
Зоря HD137909 обертається 
порівняно повільно 
навколо своєї осі. Проєкція її екваторіальної швидкості на промінь зору становить  Vsin(i)= 23км/сек.
Телескоп Гіппаркос зареєстрував  фотометричну змінність  даної зорі з періодом   18,54 доби в межах від  Hmin= 3,76 до  Hmax= 3,73.

## Пекулярний хімічний склад
Зоряна атмосфера HD137909 має підвищений вміст 
Cr
.

## Магнітне поле
Спектр даної зорі вказує на наявність магнітного поля у її зоряній атмосфері.
Напруженість повздовжної компоненти поля оціненої з аналізу
наявних ліній металів
становить  750,6± 262,7 Гаус.